# Jerzy Kopytowski

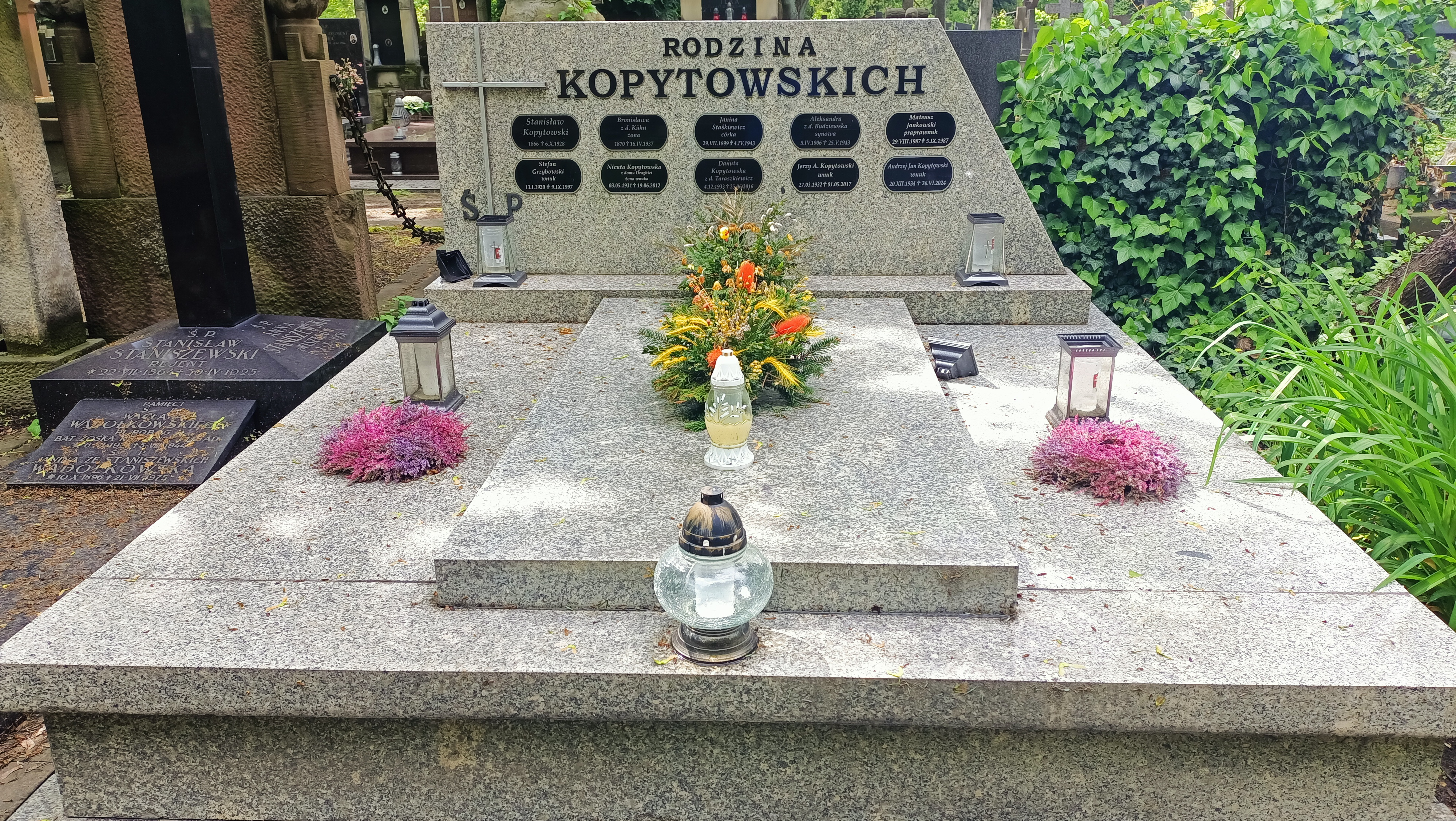
Grób Jerzego Kopytowskiego na cmentarzu Powązkowskim w Warszawie

Jerzy A. Kopytowski (ur. 27 marca 1932 w Toruniu, zm. 1 maja 2017) – polski działacz partyjny i państwowy, technolog chemik, doktor nauk technicznych, podsekretarz stanu w Ministerstwie Przemysłu Chemicznego (1974–1980), dyrektor Instytutu Chemii Przemysłowej (1980–1985).

## Życiorys
Syn Czesława i Aleksandry. Ukończył szkołę podstawową w Warszawie (1944), gimnazjum ogólnokształcące im. B. Limanowskiego w Wałbrzychu (1948) oraz Śląskie Techniczne Zakłady Naukowe (1951). Wyjechał następnie na studia w Kazańskim Instytucie Technologicznym im. Stalina, w 1956 zostal absolwentem technologii chemicznej w Instytucie Technologicznym im. Łomonosowa w Moskwie. W 1966 uzyskał stopień doktora nauk technicznych na Wydziale Włókiennictwa Politechniki Łódzkiej, od 1970 docent na Politechnice Śląskiej. Od 1956 do 1967 kolejno inżynier inwestycji, technolog zakładu i kierownik pracowni w Zakładach Chemicznych „Oświęcim”, gdzie zajmował się wytwarzaniem kauczuków syntetycznych, następnie dyrektor Biura Projektów Przemysłu Syntezy Chemicznej „Prosynchem” w Gliwicach (1967–1972).
W 1955 wstąpił do Polskiej Zjednoczonej Partii Robotniczej. Od 1972 do 1974 dyrektor Departamentu Programowania Rozwoju, następnie od lipca 1974 do maja 1980 podsekretarz stanu w tym resorcie. W latach 1980–1985 kierował Instytutem Chemii Przemysłowej.
10 maja 2017 pochowany w rodzinnym grobie na Cmentarzu Powązkowskim w Warszawie.

## Odznaczenia
Wyróżniony Odznaką Nagrody Państwowej I stopnia w zakresie chemii (1964) oraz II stopnia w zakresie chemii przemysłowej (1980). 